# بع بع لند
بَع بَع لند (به انگلیسی: Baa Baa Land) یک فیلم بدون‌کلام ۸ ساعته محصول سال ۲۰۱۷ است. این فیلم سناریو، بازیگر انسانی و ترکیب به‌خصوصی ندارد و فقط شامل تصاویر حرکت آهسته از تعدادی گوسفند است که در مزرعهٔ «لِیر مارنی لَمب» حوالی تیپتری در اسکس انگلستان زندگی می‌کنند.
بَع بَع لند که نامش یادآور فیلم پرفروش لا لا لند است، محصول شرکت «کالم» است که محصولات مربوط به مراقبه و ذهن‌آگاهی تولید می‌کند. در رسانه‌ها از این فیلم با عناوینی همچون «حماسهٔ اسلوموشن» و «کسل کننده‌ترین فیلمی که تا کنون ساخته شده» یاد شده‌است. الکس تو بنیانگذار کالم و تهیه‌کنندهٔ فیلم گفته‌است «بع بع لند بهتر از هر نوع قرص خواب و درمان نهایی بی‌خوابی‌ست.» این گفته برخلاف نظر متخصصانی است که برای پیشگیری از اختلال خواب، تماشای فیلم و حتی نگاه کردن به صفحهٔ نمایش پیش از خوابیدن را توصیه نمی‌کنند.
ساخت فیلم‌های حرکت آهسته کار غیر معمولی نیست و جزوی از جنبش آوانگارد به‌شمار می‌آید. افرادی مانند اندی وارهول، آندری تارکوفسکی، آنتونیونی، بلا تار، اینگمار برگمان و شانتال آکرمن در ساخت بعضی آثارشان از این فرم فیلم‌سازی بهره گرفته‌اند.